# Aleksandr Kersjakov
Aleksandr Anatoljevitj Kersjakov (Russisk: Александр Анатольевич Кержаков) (født 27. november 1982 i Kingisepp) er en russisk tidligere fodboldspiller. Han spillede en årrække for FC Zenit og for landsholdsspiller for Rusland.
Kersjakov spillede desuden for Sevilla FC i Spanien, for FC Zürich samt for en anden russisk klub, FK Dynamo Moskva.

## Hæder

### Klub
Zenit Saint Petersburg
- Ruslands førstedivision: 2010, 2011–12, 2014–15
- Ruslands Cup-turnering: 2009–10
- Russiske Super Cup: 2011, 2015
- Russiske Premier League Cup: 2003

Sevilla
- UEFA Cup: 2006–07
- Copa del Rey: 2006–07
- Supercopa de España: 2007

FC Zürich
- Schweiziske Cup-turnering: 2015–16

### Individuel
- Ruslands førstedivision i fodbold top scorer: 2004